# Joachim Preuß (Prähistoriker)
Joachim Franz Wilhelm Preuß (* 10. August 1927 in Quedlinburg; † 8. März 2018 in Halle (Saale)) war ein deutscher Prähistoriker. Er war Inhaber des Lehrstuhls für Vor- und Frühgeschichte an der Martin-Luther-Universität Halle-Wittenberg.

## Leben
Preuß besuchte die Oberschule, die er 1944 unterbrechen musste, da er zunächst in den Reichsarbeitsdienst und später zum Kriegsdienst eingezogen wurde. Er geriet in britische Gefangenschaft, aus der er 1946 entlassen wurde. Im Anschluss setzte er zunächst seinen Schulbesuch fort und legte 1947 das Abitur ab. Danach arbeitete er bis 1948 in einem Baugeschäft.
Zwischen 1948 und 1952 studierte er an der Martin-Luther-Universität Halle-Wittenberg Geschichte, Geografie und Vorgeschichte. Im Fach Vorgeschichte erlangte er 1952 mit der Arbeit Die zeitliche und kulturelle Stellung der neuen Funde vom steinzeitlichen Gräberfeld zu Tangermünde das Diplom. 
Ab 1953 arbeitete er als wissenschaftlicher Assistent und ab 1959 als wissenschaftlicher Oberassistent am Institut für Vor- und Frühgeschichte der Martin-Luther-Universität. 1961 promovierte er bei Friedrich Schlette und Martin Jahn zum Thema Die Baalberger Gruppe Mitteldeutschlands und ihre Stellung im mitteleuropäischen Neolithikum. Zwischen 1966 und 1969 leitete er Ausgrabungen an fünf Großsteingräbern im Haldensleber Forst. 1976 erfolgte die Promotion B zum Thema Die Alttiefstichkeramik. Ein Schlüssel zum Verständnis mittelneolithischer Kulturbeziehungen. 1981 wurde er zum ordentlichen Professor für Ur- und Frühgeschichte ernannt und übernahm nach Friedrich Schlettes Emeritierung 1986 die Leitung des Instituts. 
1991 wurde Preuß emeritiert; sein kommissarischer Nachfolger als C3-Professor wurde Klaus-Dieter Jäger. Die C4-Professur des Lehrstuhls wurde aber letztlich erst 1999 durch François Bertemes wieder besetzt.

## Schriften
Autor
- Die zeitliche und kulturelle Stellung der neuen Funde vom steinzeitlichen Gräberfeld zu Tangermünde (ungedruckte Diplomarbeit 1952, gedruckt in: Wissenschaftliche Zeitschrift der Martin-Luther-Universität Halle-Wittenberg, Gesellschafts- und sprachwissenschaftliche Reihe 3, 1954, S. 415–482)
- Die Baalberger Gruppe Mitteldeutschlands und ihre Stellung im mitteleuropäischen Neolithikum (ungedruckte Dissertation 1961, gedruckt: Die Baalberger Gruppe in Mitteldeutschland, Halle 1966)
- Die Alttiefstichkeramik. Ein Schlüssel zum Verständnis mittelneolithischer Kulturbeziehungen (ungedruckte Dissertation B 1975, gedruckt: Die altmärkische Gruppe der Tiefstichkeramik, Berlin 1980)

Herausgeber
- Symbolae praehistoricae. Festschrift zum 60. Geburtstag von Friedrich Schlette (Berlin 1975)
- Von der archäologischen Quelle zur historischen Aussage (Berlin 1979)
- Das Neolithikum in Mitteleuropa (3 Bände, Langenweißbach 1996–1999)